# Пономарёв, Александр Михайлович (музыкант)
Алекса́ндр Миха́йлович Пономарёв (4 января 1965, Магадан — 5 февраля 2020, Санкт-Петербург) — советский и российский гитарист, бас-гитарист, автор песен.

## Биография
Окончил Магаданское музыкальное училище по классу контрабаса.
В марте 1987 года, ещё в период обучения в училище, стал одним из организаторов магаданской группы «Восточный синдром», где играл на гитаре. После распада в середине 1990-х группы переехал в Москву.
В 1995—1996 годах выступал с Дмитрием Ревякиным в проекте «Ревякин и соратники».
В октябре 1996 года присоединился к группе «Алиса». Первый концерт отыграл с Алисой в Москве в ДК Горбунова в феврале 1997 года. В феврале 1998-го переезжает из Москвы в Петербург и покидает группу, успев за недолгий период пребывания в группе стать соавтором песни «Рождество».
В 1997 году, будучи ещё в составе «Алисы», присоединился к группе Сергея Рыженко «Футбол» для записи альбома «Опять дома». Играл в группе до её распада в конце 1998 года.
С конца 1998 до середины 1999 года годах играл в группе Аквариум, в составе которой работал над программой «Новый Электрический Пёс».
Затем работал в Театре драмы на Литейном в Санкт-Петербурге. От концертной деятельности отошёл. Исключением была презентация переизданного альбома группы Восточный синдром «Клуб местной промышленности», состоявшаяся 25 июня 2017 года
Умер 5 февраля 2020 года в Санкт-Петербурге в 7:30 от осложнений после операции.